# 廉州路
廉州路，元朝时设置的路。
至元十七年（1280年）升廉州置，治所在合浦县（今属广西壮族自治区）。辖境相当广西壮族自治区北海市、合浦县、浦北县等市县地，属湖广等处行中书省。明朝洪武元年（1368年）改为廉州府。